# Xyris uleana
Xyris uleana är en gräsväxtart som beskrevs av Gustaf Oskar Andersson Malme. Xyris uleana ingår i släktet Xyris och familjen Xyridaceae.

## Underarter
Arten delas in i följande underarter:
- X. u. angustifolia
- X. u. uleana